# Уилер, Мэри Фанетт
Мэри Фанетт Уиллер (англ. Mary Fanett Wheeler, род. 28 декабря 1938 года) — американский математик. Известна своими работами по численным методам для уравнений в частных производных, включая методы декомпозиции области. В 2009 году была удостоена премии Теодора фон Кармана от Общества промышленной и прикладной математики (SIAM). Нётеровский чтец (1989).

## Биография
Окончила Техасский университет в 1960 году сразу по двум специальностям — в области социальных наук и математики. Через три года получила степень магистра (1963). Защитила магистерскую диссертацию по методу Писмана-Рэчфорда, а позже защитила кандидатскую диссертацию под руководством Рэчфорда в Университете Райса в (1971).
Работала в Университете Райса с 1971 по 1995 год с двухлетним перерывом на работу в Хьюстонском университете (1988—1990). В 1995 году переехала в Остин, где возглавила Центр моделирования недр в Институте вычислительной техники и наук при Техасском университете.
В 1989 году прочитала престижную лекцию Нётер для Ассоциации женщин-математиков в Фениксе, штат Аризона. Её доклад назывался «Крупномасштабное моделирование проблем, возникающих при течении в пористой среде».

## Научные интересы
Методами конечных элементов изучала задачи пористой среды с приложениями в машиностроении, разработке нефтяных месторождений и устранении загрязнения окружающей среды.